# Laevifacies quadrialata
Laevifacies quadrialata — вид тарганів родини Blattidae. Описаний у 2019 році.

## Назва
Родова назва Laevifacies походить від двох латинських слів «laevis» і «facies» («гладке» та «лице»), що стосуються гладкої та блискучої поверхні комахи.

## Поширення
Поширений на півдні Китаю на острові Хайнань.